# ألفريد بصبوص
ألفريد بصبوص (28 ديسمبر 1924 - 1 يناير 2006) هو رسام ونحات وفنان تشكيلي لبناني، من مواليد في قرية البترون في مدينة راشانا، والده كان كاهن. وهو الأخ الاصغر للفنان ميشال بصبوص، أقام معرضه الشخصي الأول عام 1958 في غاليري اليكو صعب في بيروت، في عام 1960 حصل على منحة دراسية من الحكومة الفرنسية وأصبح تلميذا للنحات رينيه كولاماريني في "المدرسة الوطنية للفنون الجميلة في باريس"، حيث عُرضت أعماله في معرض النحت الدولي في متحف رودان في باريس. قام بتأسيس منتزه نحت في الهواء الطلق في مدينته التي ولد فيها، راشانا، عُرضت أعماله خلال زيارته معرض هنري مور عام 1972، والتي خلال هذا العام عُرضت منحوتات عامة في جميع أنحاء المملكة المتحدة، أقام وأستضاف جميع الندوات الدولية للنحت من عام 1994 حتى 2004 في راشانا والتي دعا فيها جميع النحاتين من جميع انحاء العالم للمشاركة وعرض أعمالهم فيها، والمنتزه اليوم يعتبر أحد مواقع التراث العالمي التابع لليونسكو.

## الجوائز
طوال حياته، حاز على العديد من الجوائز منها:
- جائزة الشرق - بيروت عام 1963.
- عند وفاته عام 2006، كُرم من قبل رئيس الجمهورية اللبنانية بوسام الاستحقاق الذهبي اللبناني.

## أعماله
تعبر أعماله عن استكشاف مدى الحياة للشكل البشري وخصائصه المجردة، حيث ركز في منحوتاته على المبادئ الجمالية للشكل والحركة والخط والمواد، وعرضت إخلاصاً متأصلاً للغاية وبحثاً عن جوهر الجمال، من خلال العمل في تقاليد النحاتين أمثال النحات الفرنسي أوغست رودان والرسام الألماني جان آرب وهنري مور، يستكشف ألفريد إمكانات المواد النبيلة مثل البرونز والخشب والرخام للتعبير عن شهوانية ونقاء الشكل البشري، هذا النفور من الزينة التافهة والتي لا معنى لها يردد فلسفته الخاصة المتمثلة في البساطة والجدية.
أعماله هي جزء من العديد من المجموعات العامة والخاصة في جميع أنحاء العالم، بما في ذلك متحف أشموليان في أكسفورد ومتحف رودان في باريس، وأعماله الضخمة موجودة في المناطق العامة في بيروت والعديد من المدن اللبنانية.